# 博丁·伊沙拉
博丁·伊沙拉（1990年12月12日—）是泰國男子羽毛球運動員，專長雙打項目。

## 簡歷
2009年7月，博丁·伊沙拉与玛尼蓬·宗集出戰泰國羽毛球黃金大獎賽，在男双準决赛以0比2（16-21、18-21）不敌赛会头号种子、马来西亚强档的鍾騰福/李萬華。同年11月，他与玛尼蓬·宗集出戰馬來西亞羽毛球國際挑戰賽，在男双决赛以0比2（20-22、26-28）不敌赛会2号种子、马来西亚强档的林钦华/陳炳順，赢得亚军。

### 2010年 廣州亚运男團銅牌
2010年11月，博丁·伊沙拉代表泰国参加中国廣州举办的亞洲運動會羽毛球比賽，助泰国男队赢得男子團體铜牌。同年12月，他与玛尼蓬·宗集出戰高雄羽球國際挑戰賽，在男双决赛以2比0（21-18、21-19）击败了东道主的蔡佳欣/廖晁祥，赢得国际赛赛事冠军，亦是他首个國際挑戰賽男双冠军。

### 2011年 世大运男双金牌
2011年7月，博丁·伊沙拉与玛尼蓬·宗集出戰加拿大羽毛球大獎賽，在男双準决赛以0比2（19-21、10-21）不敌赛会5号种子、韩国强档的高成炫/李龍大。同年8月，他代表泰国参加中国深圳举办的世界大學運動會羽毛球比賽，在率先进行的团体赛中，助泰国队赢得混合團體铜牌；此外，还与搭档玛尼蓬·宗集赢得世大运男子双打金牌。同年11月，他与玛尼蓬·宗集出戰碧特博格羽毛球黃金大獎賽，在男双决赛以2比0（21-14、21-16）击败了赛会6号种子、中国的刘小龙/邱子瀚，赢得成年组赛事冠军，亦是他首个黃金大獎賽男双冠军。

### 2012年 印度超級賽奪冠
2012年4月，博丁·伊沙拉与玛尼蓬·宗集出戰印度羽毛球超級賽，在男双决赛以2比1（21-17、14-21、21-14）击败了赛会2号种子、韩国强档的高成炫/柳延星，赢得成年组赛事冠军，亦是他首个超級賽男双冠军。同年8月，他与玛尼蓬·宗集出戰越南羽毛球大獎賽，在男双决赛以2比1（19-21、21-16、21-11）击败了印尼强档的约翰奈斯·伦迪·苏吉亚托/阿菲特·尤瑞斯·韦拉万，赢得成年组赛事冠军，亦是他首个大獎賽男双冠军。同年9月，他与玛尼蓬·宗集出戰中國羽毛球大師賽，在男双準决赛以1比2（18-21、21-19、11-21）不敌赛会头号种子、日本强档的遠藤大由/早川賢一。同年10月，他与玛尼蓬·宗集出戰法國羽毛球超級賽，在男双决赛以1比2（24-22、17-21、11-21）不敌韩国强档的高成炫/李龍大，赢得亚军。

### 2013年 賽場打鬥事件
2013年1月，博丁·伊沙拉的搭檔玛尼蓬·宗集以個人伤病和需要照顾母亲为由，突然宣布退役，他被逼改與帕卡瓦·维莱叻搭檔，但成績一直未如理想。随后不久，宗集竟然復出，並改与尼迪蓬·潘普佩克搭档繼續參加比賽。同年2月，他与比雅亚·蒙吉达芒出戰奧地利羽毛球國際挑戰賽，在混双準决赛以0比2（10-21、15-21）不敌赛会6号种子、中国香港强档的陳潤龍/謝影雪。同年7月，他与搭檔打進加拿大羽毛球大獎賽男雙決賽，對手正是玛尼蓬·宗集的組合。在决赛第一局完結後，博丁·伊沙拉突然抛掉手中的球拍，向宗集挥拳过去；宗集连忙逃到相邻的场地想躲过对方的袭击，但博丁快速将他拽倒在地毆打。最终博丁·伊沙拉被裁判直接出示黑牌，取消比赛资格。时隔1个月事後，世界羽联纪律委员会就冲突进行调查，裁定伊沙拉在赛场上作出了「行为不当」、「口头伤害」、「身体伤害」、「与运动员身份不符行为」及「影响比赛完整性」五項世界羽联对球员要求的行为准则，須接受两年的禁赛，处罚由7月21日起生效，伊沙拉還失去从加拿大大獎賽获得的世界排名积分和奖金。

### 2015年 東南亞運動會男團銀牌
2015年6月，博丁·伊沙拉代表泰国参加新加坡举办的東南亞運動會羽毛球比賽，助泰国男队赢得男子團體银牌。同年7月，他代表泰国(Rattana Bundit University)参加韓國光州市舉行的世界大學運動會羽毛球比賽，在率先进行的团体赛中，助泰国队赢得混合團體铜牌；此外，还与搭档尼迪蓬·潘普佩克赢得男子双打铜牌，无缘卫冕。同年8月，他与沙威丽·阿米达拜出戰越南羽毛球大獎賽，在混双準决赛以0比2（22-24、18-21）不敌韩国强档的催率圭/蔡侑玎。同年9月，他与尼迪蓬·潘普佩克出戰哈爾科夫羽毛球國際賽，在男双决赛以2比0（21-18、21-13）击败了赛会头号种子、波兰强档的亚当·克瓦林纳/普热梅斯瓦夫·瓦查，赢得国际赛男双冠军。同期9月，他与尼迪蓬·潘普佩克出戰雪梨羽毛球國際賽，在男双準决赛以0比2（18-21、19-21）不敌中华台北强档的劉韋辰/楊博涵。同年10月，他分别与尼迪蓬·潘普佩克以及沙威丽·阿米达拜出戰瑞士羽毛球國際賽，在男双準决赛以0比2（15-21、15-21）不敌赛会2号种子、马来西亚强档的古健傑/陳文宏；而混双决赛以1比2（21-18、23-25、18-21）不敌跨国组合的（苏格兰：罗伯·布莱尔/印尼：皮娅·泽巴迪娅·贝尔纳德特），赢得亚军。同年11月，他分别与尼迪蓬·潘普佩克以及沙威丽·阿米达拜出戰巴林羽毛球國際挑戰賽，在男双决赛以2比0（21-9、21-14）击败了队友的万纳瓦·安布苏万/提恩·伊斯里亚内特，赢得国际赛男双冠军；而混双决赛以2比0（21-17、21-19）击败了赛会头号种子、新加坡强档的丹尼·巴瓦·克里斯南塔/梁语嫣，赢得国际赛混双冠军。同期11月，他与沙威丽·阿米达拜出戰馬來西亞羽毛球國際挑戰賽，在混双决赛以2比0（21-13、21-6）击败了赛会4号种子、印尼强档的哈菲兹·费萨尔/谢拉·德维·奥莉亚，赢得国际赛混双冠军。同年12月，他与尼迪蓬·潘普佩克出戰美國羽毛球大獎賽，在男双準决赛以1比2（21-14、16-21、21-23）不敌赛会头号种子、俄罗斯强档的弗拉基米尔·伊万诺夫/伊万·索松诺夫。同期12月，他与尼迪蓬·潘普佩克出戰墨西哥城羽毛球大獎賽，在男双决赛以0比2（20-22、18-21）不敌赛会3号种子、印度强档的马奴·阿特里/苏密特·雷迪，赢得亚军。

### 2016年
2016年2月，博丁·伊沙拉与沙威丽·阿米达拜出戰泰國羽毛球大師賽，在混双準决赛以0比2（18-21、14-21）不敌赛会7号种子、马来西亚强档的陳炳順/吳柳螢。同年3月，他与沙威丽·阿米达拜出戰瑞士羽毛球黃金大獎賽，在混双决赛以1比2（21-19、16-21、15-21）不敌中国的王懿律/陈清晨，赢得亚军。同期3月，他与沙威丽·阿米达拜出戰印度羽毛球超級賽，在混双準决赛以1比2（18-21、21-13、7-21）不敌印尼强档的里基·维迪安托/普斯皮达·里奇·蒂莉。同年8月，他代表泰国出戰巴西里約熱內盧舉行的奥林匹克运动会羽毛球比賽混合双打項目，與沙威丽·阿米达拜以10號種子身分出戰。在小組賽階段中，唯有擊敗澳大利亚的罗宾·米德尔顿/周玉蓮拿下一次胜利，其后两场分别不敌马来西亚的陳炳順/吳柳螢和印尼的通托维·艾哈迈德/利利亚纳·纳西尔，最终未能以小组资格出线。同年10月，他与尼迪蓬·潘普佩克出戰丹麥羽毛球首要超級賽，在男双决赛以1比2（21-14、20-22、19-21）不敌赛会4号种子、奥运亚军的吳蔚昇/陳蔚強，赢得亚军。同期10月，他与尼迪蓬·潘普佩克出戰法國羽毛球超級賽，在男双决赛途中退赛，赢得亚军。

### 2017年 东运会男團及双打夺铜
2017年2月，博丁·伊沙拉代表泰国参加越南胡志明市举办的亞洲羽毛球混合團體錦標賽，助球队赢得混合團體季军。同年5月，他入选蘇迪曼盃的男双主力，助泰国队赢得混合團體季军。同年8月，他代表泰国参加马来西亚吉隆坡举办的東南亞運動會羽毛球比賽，在率先进行的团体赛中，助泰国男队赢得男子團體铜牌；此外，还与搭档尼迪蓬·潘普佩克以赛会头号种子出战男子雙打，故在首圈轮空；在次圈以2比0（21-17、21-10）击败了新加坡的许永凯/骆建贤；在八强中激战三局以2比1（21-18、18-21、21-14）击败了印尼的贝里·安格里亚万/哈迪安托；在四强中以0比2（12-21、15-21）不敌赛会3号种子、马来西亚的王耀新/张御宇，赢得东运会男子双打铜牌；而与搭档沙威丽·阿米达拜的混双以赛会4号种子出战混合雙打，在首圈以2比0（22-20、22-20）力克缅甸的Sai Wuu Phet/德·塔·图萨；在半準決賽以2比0（21-12、21-15）轻取印尼的哈菲兹·费萨尔/谢拉·德维·奥莉亚；在準決賽激战三局以1比2（21-18、24-26、18-21）不敌赛会2号种子、马来西亚的吳順發/賴潔敏，赢得东运会混合双打铜牌。同年10月，他与尼迪蓬·潘普佩克出戰碧特博格羽毛球黃金大獎賽，在男双準决赛以0比2（19-21、10-21）不敌赛会2号种子、丹麦强档的金·阿斯特鲁普/安德斯·斯考劳普·拉斯姆森。

### 2018年
2018年5月，博丁·伊沙拉出战紐西蘭羽毛球公開賽，在男双準决赛以0比2（18-21、16-21）不敌赛会2号种子、印尼强档的贝里·安格里亚万/哈迪安托。同年6月，他与玛尼蓬·宗集出战西班牙羽毛球國際賽，在男双决赛以1比2（23-21、19-21、15-21）不敌丹麦强档的弗雷德里克·科尔贝尔/约金·费舍尔·尼尔森，赢得亚军。同年7月，他与瑪尼蓬·宗集出战泰國羽毛球公開賽，在男双準决赛以1比2（21-19、20-22、10-21）不敌日本强档的遠藤大由/渡邊勇大。同年8月，他与玛尼蓬·宗集出战西班牙羽毛球大師賽，在男双决赛以0比2（13-21、17-21）不敌韩国强档的金基正/李龍大。同年10月，他与玛尼蓬·宗集出战中華台北羽毛球公開賽，在男双準决赛以0比2（16-21、10-21）不敌赛会头号种子、东道主的陳宏麟/王齊麟。

## 主要比賽成績
只列出曾進入準決賽的國際賽事成績：
| 年份   | 賽事                     | 公開賽級別 | 項目     | 拍檔            | 成績            |
| ------ | ------------------------ | ---------- | -------- | --------------- | --------------- |
| 2009年 | 樂魚羽毛球國際系列賽     | 國際系列賽 | 男子雙打 | 玛尼蓬·宗集     | 冠軍            |
| 2009年 | 泰國羽毛球黃金大獎賽     | 黃金大獎賽 | 男子雙打 | 玛尼蓬·宗集     | 準決賽          |
| 2009年 | 馬來西亞羽毛球國際挑戰賽 | 國際挑戰賽 | 男子雙打 | 玛尼蓬·宗集     | 亞軍            |
| 2009年 | 韓國羽毛球國際挑戰賽     | 國際挑戰賽 | 男子雙打 | 玛尼蓬·宗集     | 準決賽          |
| 2010年 | 亞洲運動會羽毛球比賽     | 其他       | 男子團體 | －              | 铜牌            |
| 2010年 | 高雄羽球國際挑戰賽       | 國際挑戰賽 | 男子雙打 | 玛尼蓬·宗集     | 冠軍            |
| 2011年 | 加拿大羽毛球大獎賽       | 大獎賽     | 男子雙打 | 玛尼蓬·宗集     | 準決賽          |
| 2011年 | 世界大學運動會羽毛球比賽 | 其他       | 混合團體 | -               | 铜牌            |
| 2011年 | 世界大學運動會羽毛球比賽 | 其他       | 男子雙打 | 玛尼蓬·宗集     | 金牌            |
| 2011年 | 碧特博格羽毛球黃金大獎賽 | 黃金大獎賽 | 男子雙打 | 玛尼蓬·宗集     | 冠軍            |
| 2012年 | 印度羽毛球超級賽         | 超級賽     | 男子雙打 | 玛尼蓬·宗集     | 冠軍            |
| 2012年 | 越南羽毛球大獎賽         | 大獎賽     | 男子雙打 | 玛尼蓬·宗集     | 冠軍            |
| 2012年 | 中國羽毛球大師賽         | 超級賽     | 男子雙打 | 玛尼蓬·宗集     | 準決賽          |
| 2012年 | 法國羽毛球超級賽         | 超級賽     | 男子雙打 | 玛尼蓬·宗集     | 亞軍            |
| 2013年 | 奧地利羽毛球國際挑戰賽   | 國際挑戰賽 | 混合雙打 | 比雅亚·蒙吉达芒 | 準決賽          |
| 2013年 | 加拿大羽毛球大獎賽       | 大獎賽     | 男子雙打 | 帕卡瓦·维莱叻   | 亞軍 (取消資格) |
| 2015年 | 東南亞運動會羽毛球比賽   | 其他       | 男子團體 | －              | 銀牌            |
| 2015年 | 世界大學運動會羽毛球比賽 | 其他       | 混合團體 | －              | 銅牌            |
| 2015年 | 世界大學運動會羽毛球比賽 | 其他       | 男子雙打 | 尼迪蓬·潘普佩克 | 銅牌            |
| 2015年 | 越南羽毛球大獎賽         | 大獎賽     | 混合雙打 | 沙威丽·阿米达拜 | 準決賽          |
| 2015年 | 哈爾科夫羽毛球國際賽     | 國際挑戰賽 | 男子雙打 | 尼迪蓬·潘普佩克 | 冠軍            |
| 2015年 | 雪梨羽毛球國際賽         | 國際挑戰賽 | 男子雙打 | 尼迪蓬·潘普佩克 | 準決賽          |
| 2015年 | 瑞士羽毛球國際賽         | 國際挑戰賽 | 男子雙打 | 尼迪蓬·潘普佩克 | 準決賽          |
| 2015年 | 瑞士羽毛球國際賽         | 國際挑戰賽 | 混合雙打 | 沙威丽·阿米达拜 | 亞軍            |
| 2015年 | 巴林羽毛球國際挑戰賽     | 國際挑戰賽 | 男子雙打 | 尼迪蓬·潘普佩克 | 冠軍            |
| 2015年 | 巴林羽毛球國際挑戰賽     | 國際挑戰賽 | 混合雙打 | 沙威丽·阿米达拜 | 冠軍            |
| 2015年 | 馬來西亞羽毛球國際挑戰賽 | 國際挑戰賽 | 混合雙打 | 沙威丽·阿米达拜 | 冠軍            |
| 2015年 | 美國羽毛球大獎賽         | 大獎賽     | 男子雙打 | 尼迪蓬·潘普佩克 | 準決賽          |
| 2015年 | 墨西哥城羽毛球大獎賽     | 大獎賽     | 男子雙打 | 尼迪蓬·潘普佩克 | 亞軍            |
| 2016年 | 泰國羽毛球大師賽         | 黃金大獎賽 | 混合雙打 | 沙威丽·阿米达拜 | 準決賽          |
| 2016年 | 瑞士羽毛球黃金大獎賽     | 黃金大獎賽 | 混合雙打 | 沙威丽·阿米达拜 | 亞軍            |
| 2016年 | 印度羽毛球超級賽         | 超級賽     | 混合雙打 | 沙威丽·阿米达拜 | 準決賽          |
| 2016年 | 丹麥羽毛球首要超級賽     | 首要超級賽 | 男子雙打 | 尼迪蓬·潘普佩克 | 亞軍            |
| 2016年 | 法國羽毛球超級賽         | 超級賽     | 男子雙打 | 尼迪蓬·潘普佩克 | 亞軍            |
| 2017年 | 亞洲羽毛球混合團體錦標賽 | 其他       | 混合團體 | －              | 季軍            |
| 2017年 | 蘇迪曼盃                 | 其他       | 混合團體 | －              | 季軍            |
| 2017年 | 東南亞運動會羽毛球比賽   | 其他       | 男子團體 | －              | 銅牌            |
| 2017年 | 東南亞運動會羽毛球比賽   | 其他       | 男子雙打 | 尼迪蓬·潘普佩克 | 銅牌            |
| 2017年 | 東南亞運動會羽毛球比賽   | 其他       | 混合雙打 | 沙威丽·阿米达拜 | 銅牌            |
| 2017年 | 碧特博格羽毛球黃金大獎賽 | 黃金大獎賽 | 男子雙打 | 尼迪蓬·潘普佩克 | 準決賽          |
| 2018年 | 紐西蘭羽毛球公開賽       | 超級300賽  | 男子雙打 | 尼迪蓬·潘普佩克 | 準決賽          |
| 2018年 | 西班牙羽毛球國際賽       | 國際挑戰賽 | 男子雙打 | 玛尼蓬·宗集     | 亞軍            |
| 2018年 | 泰國羽毛球公開賽         | 超級500賽  | 男子雙打 | 瑪尼蓬·宗集     | 準決賽          |
| 2018年 | 西班牙羽毛球大師賽       | 超級300賽  | 男子雙打 | 玛尼蓬·宗集     | 亞軍            |
| 2018年 | 中華台北羽毛球公開賽     | 超級300賽  | 男子雙打 | 玛尼蓬·宗集     | 準決賽          |
| 2019年 | 德國羽毛球公開賽         | 超級300賽  | 男子雙打 | 玛尼蓬·宗集     | 準決賽          |
| 2019年 | 東南亞運動會羽球比賽     | 其他       | 男子團體 | －              | 銅牌            |
| 2019年 | 東南亞運動會羽球比賽     | 其他       | 男子雙打 | 玛尼蓬·宗集     | 銀牌            |

| 2007-2017年 | 首要超級賽 | 超級賽 | 黃金大獎賽 | 大獎賽 | 國際挑戰賽 | 國際系列賽 | 未來系列賽 | 其他 |

| 2018-2026年 | 總決賽 | 超級1000賽 | 超級750賽 | 超級500賽 | 超級300賽 | 超級100賽 | 國際挑戰賽 | 國際系列賽 | 未來系列賽 | 其他 |

### 奧運會和世錦賽參賽紀錄
|          | 搭檔            | 2010        | 2011 | 2012 | 2013 | 2014 | 2015 | 2016       |      | 2019 |
| 男子雙打 | 玛尼蓬·宗集     | 48強 (退賽) | －   | 8強  | －   | －   | －   | －         | 48強 |      |
|          |                 |             |      |      |      |      |      |            |      |      |
| 混合雙打 | 沙威丽·阿米达拜 | －          | －   | －   | －   | －   | －   | 小組第三名 | －   |      |